# Fantasy football
Fantasy football är ett onlinespel där deltagaren ikläder sig rollen som ägare och general manager(GM) för ett Amerikansk fotbollslag. Deltagarna väljer sitt lag genom en draft där samtliga relevanta spelare från National Football League (NFL) finns med. Poäng tilldelas efter varje spelomgång och är helt baserad på varje spelares prestation i verkliga livet.

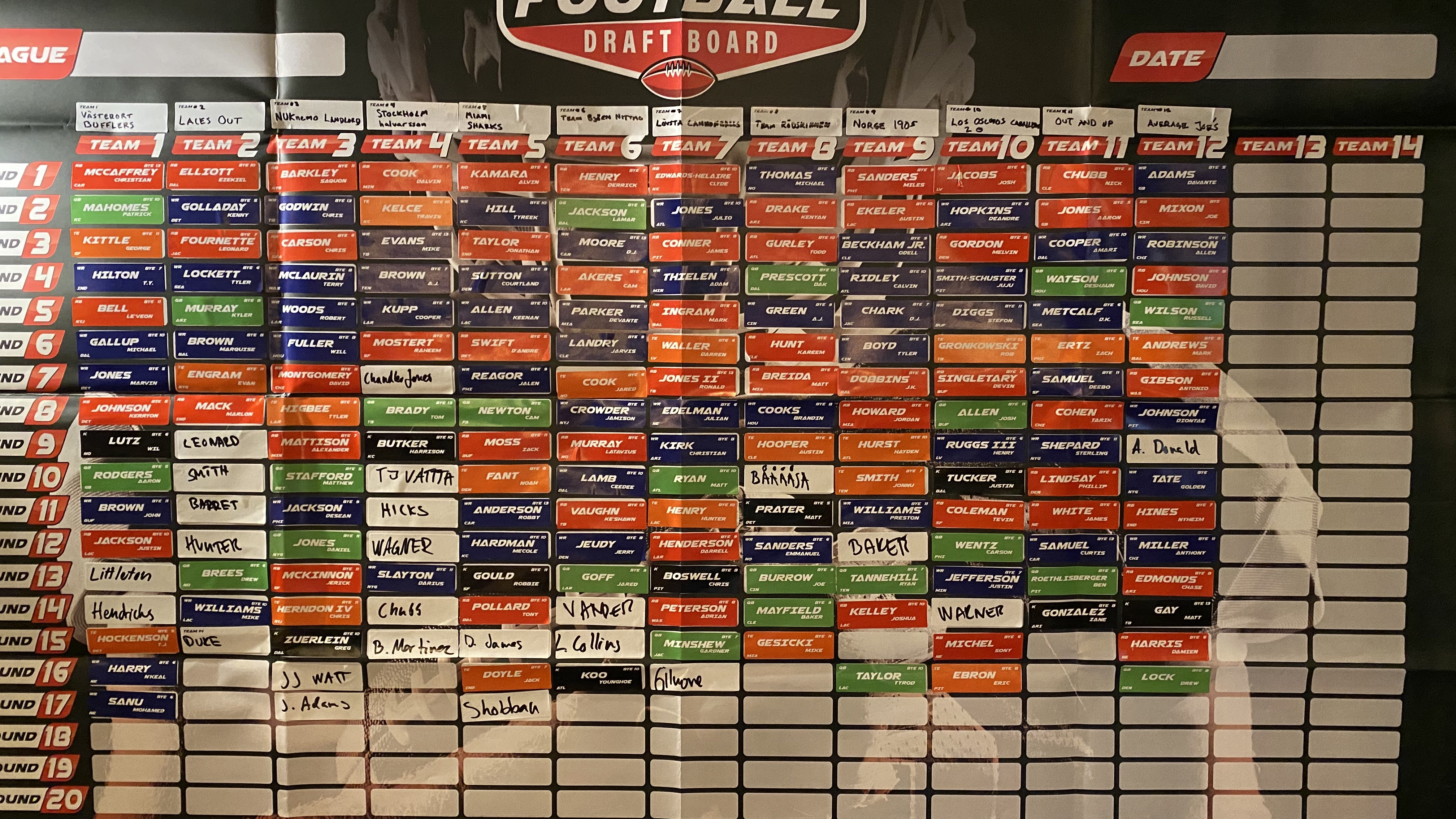
Ett exempel på en komplett fysisk draftboard från säsongen 2020. Här ser vi ett exempel på när en GM "sträcker sig" efter en spelare. GM Laces Out väljer RB Fournette med val nr 26 när spelarens [https://fantasydata.com/nfl/ppr-adp?season=2020&leaguetype=2&type=ppr ADP är 36.

Det finns i regel tre typer av huvudformat i Fantasy football:
- Traditionell liga (redraft) - Tävlingen pågår under hela säsongen och avslutas oftast med ett slutspel. Varje deltagare draftar ett nytt lag varje år.[1]
- Keeper -och dynastyliga - Tävlingen börjar på samma vis som en traditionell liga med en draft. I en keeperliga så kan dock varje deltagare hålla fast vid ett antal spelare från ett år till ett annat.[2] I en dynastyliga behåller deltagaren samtliga spelare från ett år till ett annat och således draftas bara rookies (spelare som gör sin debut i NFL för första gången).[3]
- DFS - Står för Daily fantasy sports där tävlingen är koncentrerad till en kortare period, t.ex. en vecka eller en skild dag. Detta format är starkt associerat med betting.

## Historia
Fenomenet Fantasy uppkom på 1960-talet av Wilfred "Bill" Winkenbach som var en affärsman och verksam inom Oakland Raiders.  1997 lanserade CBS, som första plattform, en fantasytävling online vilket gjorda att övriga kanaler och hemsidor snabbt följde efter.

## Fantasysäsongen

### Draft
Det första som sker vid starten av en ny fantasysäsong är att fantasyligan håller en draft. Där draftar varje deltagare riktiga spelare från NFL. Den vanligaste typen av draft kallas för "snake draft". Varje lag har ett val per runda och draftordningen är förbestämd. Efter varje runda vänder ordningen så den som har valt sist i runda 1 nu väljer första i runda 2. T.ex. om du har nummer 1 i draftordning så får du välja först i runda 1, val 1.01 Om ligan har 12 medlemmar betyder det att du då väljer sista i runda 2, val 2.12 osv.

### ADP
ADP (Average draft position) är baserad på information från de stora plattformarna och är en siffra som motsvarar var en enskild spelare i genomsnitt blir draftad. Informationen hämtas från riktiga drafter på respektive plattform samt från mock drafts. ADP används för att lägga upp en bra draftstrategi så att man inte "sträcker sig" efter en spelare. Att sträcka sig betyder att man tar en spelare långt före dennes ranking/ADP.

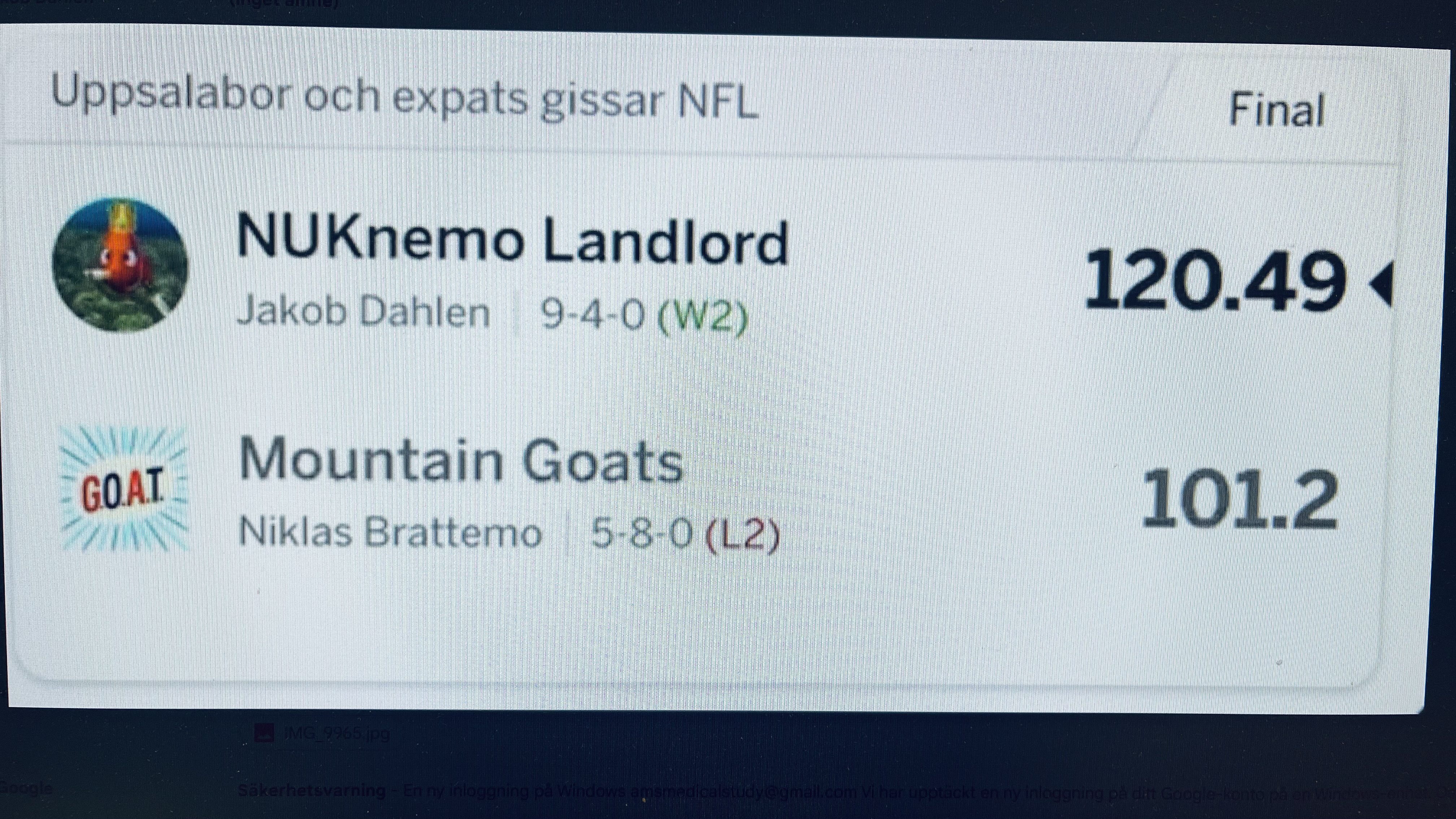
Exempelbild på hur ett resultat kan se ut efter avslutad omgång. information ge kring omgångens resultat och vinnare samt hur respektive GM har lyckats under säsongen. Exempelvis har lag Mountain Goats inte bara förlorat denna match utan har en förlustsvit på 2 matcher med ett sammanlagt facit på 5 vunna matcher och 8 förlorade under säsongens ligaspel.

### Ranking
En rad fantasyexperter rankar alla spelare utefter värde och förväntat producerade poäng för varje enskild spelare. Detta fungerar som en hjälp inför draften. Rankingen listar alla spelare i en övertäckande lista där olika positioner ställs mot varandra men också varje position var för sig. 

### Poängsystem
Grundförutsättningen är att varje manager får fantasypoäng baserat på  respektive spelares NFL-spelares prestation i riktiga NFL-matcher.Varje spelare får poäng utifrån statistik t.ex. varje yard en spelare springer, varje mottagning, varje touchdown. Det finns dock olika format som har sina egna poängsystem. De 3 vanligaste är standard, PPR(points per reception), 0.5PPR.
- Standard - Det mest klassiska och det formatet som fanns vid uppkomsten av fantasy football. Här erhålls inte poäng för varje mottagning en spelare gör utan endast per yard, touchdown osv. [11]
- PPR - Står för points per reception och betyder att man får 1 poäng för varje mottagning. [12]
- 0.5 PPR - Samma grundidé som PPR men man får endast 0.5p för varje mottagning.[13]

### Format
Standard för en liga är att den pågår under 17 veckor inklusive slutspel. Varje vecka möts motståndare och det lag med flest poäng vinner omgången. Man belönas då med en seger och de lagen med flest segrar går sedan till slutspel. En typisk liga består av 10-12 lag där varje lag har draftad 16 spelare.

## Plattformar

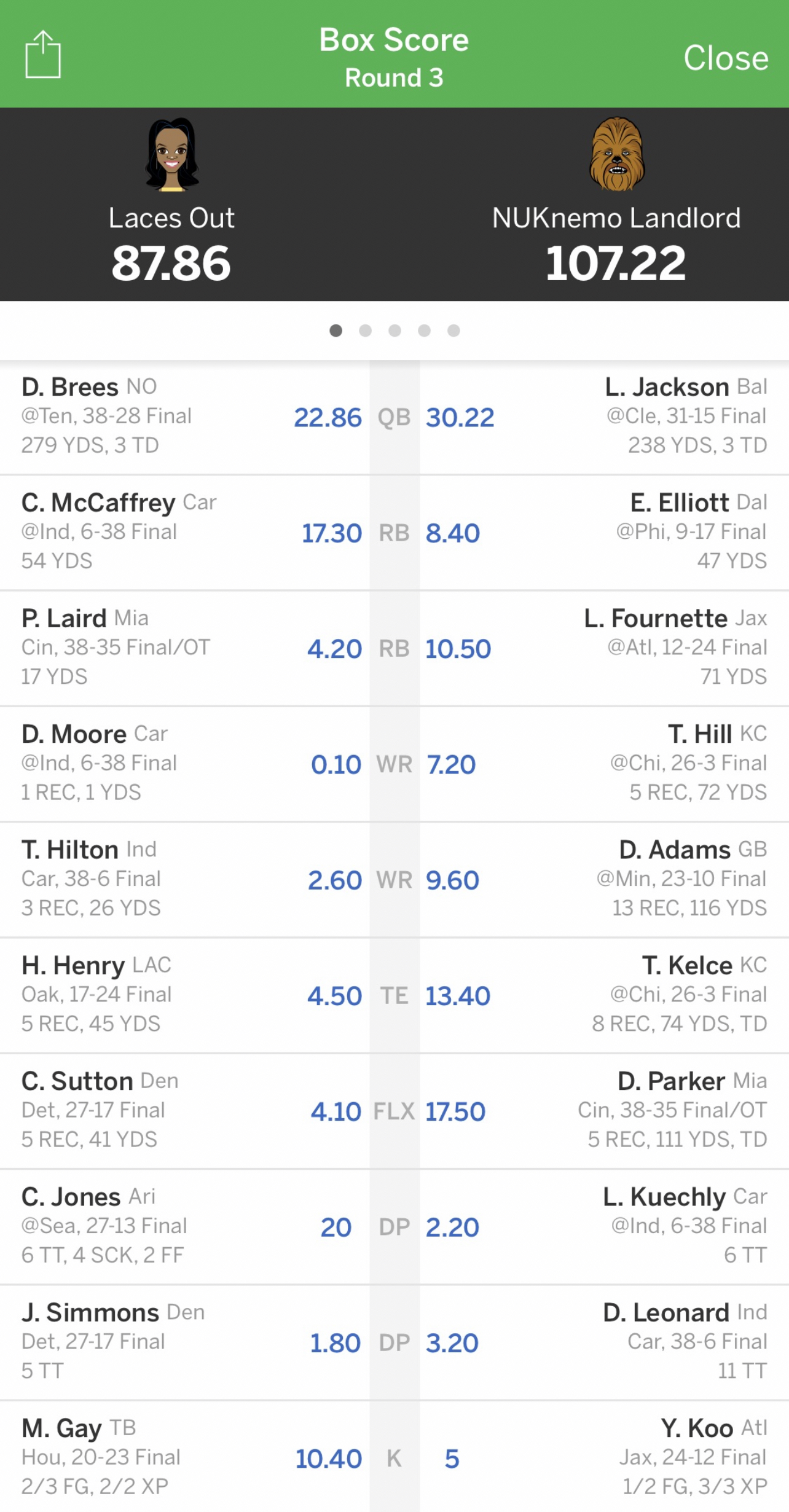
Exempel på hur resultatvyn ser ut i ESPN fantasy app. Den uppdateras i realtid.

Det finns en rad olika plattformar där man kan spela fantasy. Den mest använda är ESPN fantasy. Utöver ESPN finns även Yahoo Fantasy, CBS Fantasy, Sleeper och Underdog Fantasy. NFL och Fantasy football har fått en mer framskjuten position även i Sverige och även om det inte finns någon svensk plattform så finns det svenska sidor som skriver om NFL och fantasy.